# Белогорское сельское поселение (Ульяновская область)
Белого́рское се́льское поселе́ние — муниципальное образование в составе Тереньгульского района Ульяновской области. Административный центр — село Белогорское.

## Население
| 2010  | 2012  | 2013  | 2014  | 2015  | 2016  | 2017  |
| ----- | ----- | ----- | ----- | ----- | ----- | ----- |
| 1643  | ↘1614 | ↘1568 | ↘1529 | ↘1500 | ↘1456 | ↘1421 |
| 2018  | 2019  | 2020  | 2021  |       |       |       |
| ↘1368 | ↘1335 | ↘1320 | ↘1305 |       |       |       |

## Состав сельского поселения
В состав поселения входят 5 сёл.
| № | Населённый пункт | Тип населённого пункта       | Население |
| - | ---------------- | ---------------------------- | --------- |
| 1 | Алёшкино         | село                         | 95        |
| 2 | Белогорское      | село, административный центр | 394       |
| 3 | Большая Борла    | село                         | 404       |
| 4 | Ерёмкино         | село                         | 82        |
| 5 | Сосновка         | село                         | 668       |

## Администрация
Главой администрации муниципального образования является Александр Иванович Адаев.